# Львовское (Тверская область)
 Львовское  — деревня в Сандовском районе Тверской области.

## География
Находится в северо-восточной части Тверской области на расстоянии приблизительно 25 км по прямой на запад от районного центра поселка Сандово.

## История
Деревня была отмечена уже на карте Менде (состояние местности на 1848 год). В 1859 году здесь (тогда деревня Львовская или Мясково Весьегонского уезда Тверской губернии) было учтено 9 дворов. С 2005 до 2020 года входила в состав ныне упразднённого Лукинского сельского поселения.

## Население
Численность населения: 80 человек (1859 год), 56 (русские 100 %) в 2002 году, 17 в 2010.